# Słynne ucieczki
Słynne ucieczki (fr. Les Évasions célèbres)  – serial przygodowy z 1972 roku.
Serial jest produkcji agencji Office de radiodiffusion-télévision française, zrealizowany przez stacje telewizyjne – Francji, Włoch, Austrii i Węgier. Liczy 13 odcinków trwających około godzinę.

## Fabuła
Tematem każdego odcinka jest słynna, znana z historii ucieczka z więzienia. Odcinki opowiadają historie m.in. ucieczek Casanovy, księcia Rakoczego.

## Spis odcinków
1. Le Joueur d'échecs (Szachista)
2. Benvenuto Cellini
3. L'Évasion du comte de Lavalette (Ucieczka hrabiego de Lavalette) (13 mars 1972)
4. L'Évasion de Casanova (Ucieczka Casanovy)
5. L'Évasion du duc de Beaufort (Ucieczka księcia de Beaufort)
6. Le Prince Rakoczi (Książę Rakoczy)
7. Latude ou l'entêtement de vivre (Latude, Niezachwiana Wola Życia)
8. Le Colonel Jenatsch (Pułkownik Jenatch)
9. L'Enquête de l'inspecteur Lamb
10. Attale, esclave gaulois (Niewolnik Galijski)
11. L'Étrange trépas de Monsieur de la Pivardière (Dziwna Śmierć Monsieur de la Pivardière)
12. Le Condottiere Bartolomeo Colleoni
13. Jacqueline de Baviere (Jacqueline Bawarska)

## Wybrane role
- Georges Descrières – książę de Beafourt
- Corinne Marchand – Anna Austriaczka
- Gérard Hernandez – Mazarin
- Jacques Castelot – Voltaire
- Pierre Bertin
- Robert Etcheverry – Le comte de Lavalette
- Marianne Comtell – Émilie de Lavalette
- Pierre Massimi – Bonaparte
- Michel Duchaussoy – Latude
- Jacqueline Huet – markiza de Pompadaure
- Jacques Fabbri – Léon
- Bernard Giraudeau – Attale
- Michel Vitold – Teodoryk
- Jacques Balutin – Alberic
- Henri Virlojeux – Grégoire
- Roger Carel – Morin
- Geneviève Fontanel – Madame Pivardiere
- Robert Party – Glückner
- Ugo Pagliai – Casanova